# بليندا غرين
بليندا غرين (بالإنجليزية: Belinda Green)‏ هي متسابقة ملكة الجمال وعارضة أسترالية، ولدت في 4 مايو 1952 في سيدني في أستراليا.

## وصلات خارجية
- بليندا غرين على موقع IMDb (الإنجليزية)